# Phreatia concinna
Phreatia concinna är en orkidéart som beskrevs av Henry Nicholas Ridley. Phreatia concinna ingår i släktet Phreatia och familjen orkidéer. Inga underarter finns listade i Catalogue of Life.